# Виктория Лори
Виктория Лори (на английски: Victoria Laurie) е американска професионална екстрасенска и писателка на произведения в жанра трилър, криминален роман, фентъзи и детска литература.

## Биография и творчество
Виктория Лори, с рожд. име Виктория Рут Ъпъм, е родена на 29 декември 1966 г. в Мичиган, САЩ. Когато е единадесетгодишна, семейството ѝ се мести от САЩ в Англия за година и тя учи в Американското обществено училище в Кобъм.
Работи като професионална ясновидка със силно развита интуиция. При съсредоточаване и насочване на психическата си енергия към дадено събитие чува звуци, усеща миризми, вижда цветове и предмети, притежава способността точно да определя кое твърдение е истина или лъжа. Прави блестяща кариера и сътрудничи на полицията като психоаналитик и ясновидец. Започва да пише като хоби през 2003 г.
Първият ѝ роман „Всевиждащото око“ от поредицата „Загадките на Всевиждащото око“ е издаден през 2004 г. За романа е вдъхновена от собстветата си кариера на полицейска екстрасенска и създава образа на главната героиня Абигейл Купър. Романът става бестселър в списъка на „Ню Йорк Таймс“ и я прави известна.
След третата си книга решава да се посвети на писателската си кариера.
Виктория Лори живее в Обърн Хилс, Мичиган.

## Произведения

### Самостоятелни романи
- When (2015)
- Forever, Again (2016)

### Серия „Загадките на Всевиждащото око“ (Psychic Eye Mystery)
1. Abby Cooper, Psychic Eye (2004)
Всевиждащото око, изд.: „Унискорп“, София (2006), прев. Нина Чакова
2. Better Read Than Dead (2005)
3. A Vision of Murder (2005)
4. Killer Insight (2006)
5. Crime Seen (2007)
6. Death Perception (2008)
7. Doom with a View (2009)
8. A Glimpse of Evil (2010)
9. Vision Impossible (2011)
10. Lethal Outlook (2012)
11. Deadly Forecast (2013)
12. Fatal Fortune (2014)
13. Sense of Deception (2015)
14. A Grave Prediction (2016)
15. A Panicked Premonition (2017)
16. Fated for Felony (2019)

### Серия „Мистериите на ловеца на духове“ (Ghost Hunter Mystery)
1. What's a Ghoul to Do? (2007)
2. Demons Are a Ghoul's Best Friend (2008)
3. Ghouls Just Haunt to Have Fun (2009)
4. Ghouls Gone Wild (2010)
5. Ghouls, Ghouls, Ghouls (2010)
6. Ghoul Interrupted (2011)
7. What a Ghoul Wants (2012)
8. The Ghoul Next Door (2014)
9. No Ghouls Allowed (2015)
10. A Ghoul's Guide to Love and Murder (2016)

### Серия „Оракули на Делфийската крепост“ (Oracles of Delphi Keep)
1. Oracles of Delphi Keep (2009)
2. The Curse of Deadman's Forest (2010)
3. Quest for the Secret Keeper (2012)

### Серия „Кат Купър“ (Cat Cooper)
1. Coached to Death (2019)
2. To Coach a Killer (2020)

### Сборници
- Drop-Dead Blonde (2005) – с Нанси Мартин, Дениз Суонсън и Илейн Виетс